# Cebrones del Río
Cebrones del Río is een gemeente in de Spaanse provincie León in de regio Castilië en León met een oppervlakte van 21,21 km². Cebrones del Río telt 490 inwoners (1 januari 2016).

## Demografische ontwikkeling
Bron: INE, 1857-2011: volkstellingen
Opm.: In 1857 werd Regueras de Arriba een zelfstandige gemeente